# Strade Bianche de 2019
A 13.ª edição da clássica ciclista Strade Bianche  foi uma corrida na Itália que se celebrou a 9 de março de 2019 sobre um percurso de 184 quilómetros com início e final na cidade de Siena, Itália.
A corrida fez parte do UCI WorldTour de 2019, calendário ciclístico de máximo nível mundial, sendo a quinta corrida de dito circuito. O vencedor foi o francês Julian Alaphilippe do Deceuninck-Quick Step seguido do dinamarquês Jakob Fuglsang do Astana e o belga Wout van Aert do Jumbo-Visma.

## Percorrido
A corrida começa e termina na cidade de Siena, realizados em sua totalidade no sul da província de Siena, na Toscana. A corrida é especialmente conhecido por seus caminhos de terra branca (strade bianche ou sterrati).
Quanto ao percurso da edição de 2019, mal terá diferenças nos primeiros quilómetros com respeito à prova do 2018, onde se incluíram 11 sectores e 63 quilómetros de trechos de terra, um 34.2% da prova, uma percentagem realmente llamativo numa corrida que se disputa sobre uma distância total de 184 quilómetros.
A corrida termina como em anos anteriores na famosa Piazza do Campo de Siena, após uma estreita ascensão adoquinada na Via Santa Caterina, no coração da cidade medieval, com trechos de até 16% de pendente máxima.
Sectores de caminhos de terra:
| Número | Nome                          | Km    | Comprimento (m) | Categoria         |
| ------ | ----------------------------- | ----- | --------------- | ----------------- |
| 1      | Vidritta                      | 10,6  | 2.100           | *                 |
| 2      | Bagnaia                       | 23    | 5.800           | *                 |
| 3      | Radi                          | 36,9  | 4.400           | * · * · *         |
| 4      | A Piana                       | 47,6  | 5.500           | *                 |
| 5      | Lucignano d'Asso              | 73,7  | 11.900          | * · * · *         |
| 6      | Pieve a Salti                 | 90    | 8.000           | * · * · * · *     |
| 7      | San Martino in Grania \|111,3 | 9.500 | * · * · *       |                   |
| 8      | Monte Sante Marie             | 130   | 11.500          | * · * · * · * · * |
| 9      | Monteaperti                   | 149,8 | 800             | *                 |
| 10     | Colle Pinzuto                 | 161,2 | 2.400           | * · * · * · *     |
| 11     | Le Tolfe                      | 172,1 | 1.100           | * · * · *         |

## Equipas participantes
Tomaram parte na corrida 21 equipas: 18 de categoria UCI WorldTeam; 3 de categoria Profissional Continental. Formando assim um pelotão de 147 ciclistas dos que acabaram 83. As equipas participantes foram:
| Equipes WorldTeam (18)- AG2R La Mondiale - Astana - Bahrain-Merida - Bora-hansgrohe - CCC Team - Deceuninck-Quick Step - Dimension Data - EF Education First - Groupama-FDJ - Team Jumbo-Visma - Katusha-Alpecin - Lotto Soudal - Mitchelton-Scott - Movistar Team - Sky - Team Sunweb - Trek-Segafredo - UAE Team Emirates Equipes profissionais Continentais (3)- Neri Sottoli-Selle Italia-KTM - Nippo Vini Fantini Faizanè - Vital Concept-B&B Hotels |
| |

## Classificações finais
- As classificações finalizaram da seguinte forma:[3]

| \| Classificação geral \| Classificação geral \| Classificação geral \| Classificação geral \| Classificação geral \| \| Ciclista \| Ciclista \| Equipe \| Tempo \| \| \| ------------------- \| ----------------------- \| -------------------------- \| ------------------- \| ------------------- \| \| 1. \| Julian Alaphilippe \| Deceuninck-Quick Step \| 4h47m14s \| \| \| 2. \| Jakob Fuglsang \| Astana \| + 2s \| \| \| 3. \| Wout van Aert \| Team Jumbo-Visma \| + 27s \| \| \| 4. \| Zdeněk Štybar \| Deceuninck-Quick Step \| + 1m00s \| \| \| 5. \| Tiesj Benoot \| Lotto-Soudal \| + 1m00s \| \| \| 6. \| Greg Van Avermaet \| CCC Team \| + 1m01s \| \| \| 7. \| Alexey Lutsenko \| Astana \| + 1m04s \| \| \| 8. \| Simon Clarke \| EF Education First \| + 1m08s \| \| \| 9. \| Toms Skujiņš \| Trek-Segafredo \| + 1m12s \| \| \| 10. \| Tim Wellens \| Lotto-Soudal \| + 1m21s \| \| \| 11. \| Yves Lampaert \| Deceuninck-Quick Step \| + 1m28s \| \| \| 12. \| Geraint Thomas \| Team Sky \| + 2m41s \| \| \| 13. \| Pieter Serry \| Deceuninck-Quick Step \| + 2m41s \| \| \| 14. \| Silvan Dillier \| AG2R La Mondiale \| + 2m42s \| \| \| 15. \| Stefan Küng \| Groupama-FDJ \| + 2m44s \| \| \| 16. \| Marco Canola \| Nippo-Vini Fantini-Faizanè \| + 2m44s \| \| \| 17. \| Sam Oomen \| Team Sunweb \| + 2m44s \| \| \| 18. \| Luke Durbridge \| Mitchelton-Scott \| + 2m47s \| \| \| 19. \| Christopher Juul-Jensen \| Mitchelton-Scott \| + 2m48s \| \| \| 20. \| Roman Kreuziger \| Dimension Data \| + 2m48s \| \| |                         |                            |          |
| |                         |                            |          |
| Fonte: ProCyclingStats |                         |                            |          |
| Classificação geral |                         |                            |          |
| Ciclista | Ciclista                | Equipe                     | Tempo    |
| 1. | Julian Alaphilippe      | Deceuninck-Quick Step      | 4h47m14s |
| 2. | Jakob Fuglsang          | Astana                     | + 2s     |
| 3. | Wout van Aert           | Team Jumbo-Visma           | + 27s    |
| 4. | Zdeněk Štybar           | Deceuninck-Quick Step      | + 1m00s  |
| 5. | Tiesj Benoot            | Lotto-Soudal               | + 1m00s  |
| 6. | Greg Van Avermaet       | CCC Team                   | + 1m01s  |
| 7. | Alexey Lutsenko         | Astana                     | + 1m04s  |
| 8. | Simon Clarke            | EF Education First         | + 1m08s  |
| 9. | Toms Skujiņš            | Trek-Segafredo             | + 1m12s  |
| 10. | Tim Wellens             | Lotto-Soudal               | + 1m21s  |
| 11. | Yves Lampaert           | Deceuninck-Quick Step      | + 1m28s  |
| 12. | Geraint Thomas          | Team Sky                   | + 2m41s  |
| 13. | Pieter Serry            | Deceuninck-Quick Step      | + 2m41s  |
| 14. | Silvan Dillier          | AG2R La Mondiale           | + 2m42s  |
| 15. | Stefan Küng             | Groupama-FDJ               | + 2m44s  |
| 16. | Marco Canola            | Nippo-Vini Fantini-Faizanè | + 2m44s  |
| 17. | Sam Oomen               | Team Sunweb                | + 2m44s  |
| 18. | Luke Durbridge          | Mitchelton-Scott           | + 2m47s  |
| 19. | Christopher Juul-Jensen | Mitchelton-Scott           | + 2m48s  |
| 20. | Roman Kreuziger         | Dimension Data             | + 2m48s  |

## Ciclistas participantes e posições finais
| Lotto-Soudal LTS | Lotto-Soudal LTS         | Lotto-Soudal LTS |
| ---------------- | ------------------------ | ---------------- |
| Num              | Ciclista                 | Pos              |
| 1                | Tiesj Benoot (BEL)       | 5.               |
| 2                | Carl Fredrik Hagen (NOR) | DNF              |
| 3                | Jens Keukeleire (BEL)    | 50.              |
| 4                | Tomasz Marczyński (POL)  | 70.              |
| 5                | Lawrence Naesen (BEL)    | HD               |
| 6                | Tosh Van der Sande (BEL) | DNF              |
| 7                | Tim Wellens (BEL)        | 10.              |

| AG2R La Mondiale ALM | AG2R La Mondiale ALM   | AG2R La Mondiale ALM |
| -------------------- | ---------------------- | -------------------- |
| Num                  | Ciclista               | Pos                  |
| 11                   | Ben Gastauer (LUX)     | 66.                  |
| 12                   | François Bidard (FRA)  | 59.                  |
| 13                   | Nico Denz (GER)        | 77.                  |
| 14                   | Silvan Dillier (SUI)   | 14.                  |
| 15                   | Alexandre Geniez (FRA) | DNF                  |
| 16                   | Quentin Jauregui (FRA) | 35.                  |
| 17                   | Nans Peters (FRA)      | DNF                  |

| Astana AST | Astana AST                      | Astana AST |
| ---------- | ------------------------------- | ---------- |
| Num        | Ciclista                        | Pos        |
| 21         | Jakob Fuglsang (DEN)            | 2.         |
| 22         | Davide Ballerini (ITA)          | 23.        |
| 23         | Zhandos Bizhigitov (KAZ)        | HD         |
| 24         | Manuele Boaro (ITA)             | DNF        |
| 25         | Dario Cataldo (ITA)             | 51.        |
| 26         | Dmitriy Gruzdev (KAZ)           | HD         |
| 27         | Alexey Lutsenko (KAZ) (estrada) | 7.         |

| Bahrain-Merida TBM | Bahrain-Merida TBM        | Bahrain-Merida TBM |
| ------------------ | ------------------------- | ------------------ |
| Num                | Ciclista                  | Pos                |
| 31                 | Vincenzo Nibali (ITA)     | 31.                |
| 32                 | Grega Bole (SLO)          | HD                 |
| 33                 | Andrea Garosio (ITA)      | 82.                |
| 34                 | Antonio Nibali (ITA)      | DNF                |
| 35                 | Hermann Pernsteiner (AUT) | 40.                |
| 36                 | Luka Pibernik (SLO)       | 39.                |
| 37                 | Jan Tratnik (SLO)         | 37.                |

| Bora-Hansgrohe BOH | Bora-Hansgrohe BOH          | Bora-Hansgrohe BOH |
| ------------------ | --------------------------- | ------------------ |
| Num                | Ciclista                    | Pos                |
| 41                 | Rafał Majka (POL)           | 43.                |
| 42                 | Cesare Benedetti (ITA)      | 55.                |
| 43                 | Maciej Bodnar (POL)         | DNF                |
| 44                 | Oscar Gatto (ITA)           | 74.                |
| 45                 | Gregor Mühlberger (AUT)     | DNF                |
| 46                 | Daniel Oss (ITA)            | DNF                |
| 47                 | Maximilian Schachmann (GER) | 29.                |

| CCC Team CPT | CCC Team CPT                   | CCC Team CPT |
| ------------ | ------------------------------ | ------------ |
| Num          | Ciclista                       | Pos          |
| 51           | Greg Van Avermaet (BEL)        | 6.           |
| 52           | Josef Černý (CZE)              | DNF          |
| 53           | Michael Schär (SUI)            | 34.          |
| 54           | Nathan Van Hooydonck (BEL)     | 33.          |
| 55           | Gijs Van Hoecke (BEL)          | 69.          |
| 56           | Guillaume Van Keirsbulck (BEL) | 63.          |
| 57           | Łukasz Wiśniowski (POL)        | 53.          |

| Deceuninck-Quick Step DQT | Deceuninck-Quick Step DQT     | Deceuninck-Quick Step DQT |
| ------------------------- | ----------------------------- | ------------------------- |
| Num                       | Ciclista                      | Pos                       |
| 61                        | Zdeněk Štybar (CZE)           | 4.                        |
| 62                        | Julian Alaphilippe (FRA)      | 1.                        |
| 63                        | Eros Capecchi (ITA)           | HD                        |
| 64                        | Dries Devenyns (BEL)          | 46.                       |
| 65                        | Yves Lampaert (BEL) (estrada) | 11.                       |
| 66                        | Pieter Serry (BEL)            | 13.                       |
| 67                        | Petr Vakoč (CZE)              | 60.                       |

| EF Education First EF1 | EF Education First EF1 | EF Education First EF1 |
| ---------------------- | ---------------------- | ---------------------- |
| Num                    | Ciclista               | Pos                    |
| 71                     | Alberto Bettiol (ITA)  | 78.                    |
| 72                     | Jonathan Caicedo (ECU) | 61.                    |
| 73                     | Simon Clarke (AUS)     | 8.                     |
| 74                     | Logan Owen (USA)       | HD                     |
| 75                     | Tanel Kangert (EST)    | 72.                    |
| 76                     | Sean Bennett (USA)     | DNF                    |
| 77                     | Lachlan Morton (AUS)   | HD                     |

| Groupama-FDJ GFC | Groupama-FDJ GFC                 | Groupama-FDJ GFC |
| ---------------- | -------------------------------- | ---------------- |
| Num              | Ciclista                         | Pos              |
| 81               | Stefan Küng (SUI)                | 15.              |
| 82               | Bruno Armirail (FRA)             | DNF              |
| 83               | Antoine Duchesne (CAN) (estrada) | 57.              |
| 84               | Tobias Ludvigsson (SWE)          | DNF              |
| 85               | Mathieu Ladagnous (FRA)          | DNF              |
| 86               | Romain Seigle (FRA)              | 27.              |
| 87               | Léo Vincent (FRA)                | DNF              |

| Mitchelton-Scott MTS | Mitchelton-Scott MTS          | Mitchelton-Scott MTS |
| -------------------- | ----------------------------- | -------------------- |
| Num                  | Ciclista                      | Pos                  |
| 91                   | Edoardo Affini (ITA)          | HD                   |
| 92                   | Brent Bookwalter (USA)        | 21.                  |
| 93                   | Luke Durbridge (AUS)          | 18.                  |
| 94                   | Christopher Juul-Jensen (DEN) | 19.                  |
| 95                   | Nick Schultz (AUS)            | 81.                  |
| 96                   | Callum Scotson (AUS)          | DNF                  |
| 97                   | Robert Stannard (AUS)         | 49.                  |

| Movistar Team MOV | Movistar Team MOV             | Movistar Team MOV |
| ----------------- | ----------------------------- | ----------------- |
| Num               | Ciclista                      | Pos               |
| 101               | Carlos Barbero (ESP)          | DNF               |
| 102               | Nelson Oliveira (POR)         | 25.               |
| 103               | Carlos Alberto Betancur (COL) | 83.               |
| 104               | Eduardo Sepúlveda (ARG)       | 56.               |
| 105               | Eduard Prades (ESP)           | 64.               |
| 106               | José Joaquín Rojas (ESP)      | DNF               |
| 107               | Richard Carapaz (ECU)         | 62.               |

| Neri Sottoli-Selle Italia-KTM NSK | Neri Sottoli-Selle Italia-KTM NSK | Neri Sottoli-Selle Italia-KTM NSK |
| --------------------------------- | --------------------------------- | --------------------------------- |
| Num                               | Ciclista                          | Pos                               |
| 111                               | Giovanni Visconti (ITA)           | DNF                               |
| 112                               | Liam Bertazzo (ITA)               | DNF                               |
| 113                               | Luca Raggio (ITA)                 | HD                                |
| 114                               | Luca Pacioni (ITA)                | DNF                               |
| 115                               | Sebastian Schönberger (AUT)       | 38.                               |
| 116                               | Simone Velasco (ITA)              | 41.                               |
| 117                               | Giuseppe Fonzi (ITA)              | DNF                               |

| Nippo-Vini Fantini-Faizanè NIP | Nippo-Vini Fantini-Faizanè NIP | Nippo-Vini Fantini-Faizanè NIP |
| ------------------------------ | ------------------------------ | ------------------------------ |
| Num                            | Ciclista                       | Pos                            |
| 121                            | Moreno Moser (ITA)             | DNF                            |
| 122                            | Nicola Bagioli (ITA)           | DNF                            |
| 123                            | Marco Canola (ITA)             | 16.                            |
| 124                            | Damiano Cima (ITA)             | 80.                            |
| 125                            | Sho Hatsuyama (JPN)            | DNF                            |
| 126                            | Juan José Lobato (ESP)         | DNF                            |
| 127                            | Giovanni Lonardi (ITA)         | HD                             |

| Dimension Data TDD | Dimension Data TDD                | Dimension Data TDD |
| ------------------ | --------------------------------- | ------------------ |
| Num                | Ciclista                          | Pos                |
| 131                | Roman Kreuziger (CZE)             | 20.                |
| 132                | Reinardt Janse van Rensburg (RSA) | 68.                |
| 133                | Benjamin King (USA)               | 36.                |
| 134                | Gino Mäder (SUI)                  | DNF                |
| 135                | Rasmus Tiller (NOR)               | 75.                |
| 136                | Michael Valgren (DEN)             | 45.                |
| 137                | Jacobus Venter (RSA)              | HD                 |

| Team Jumbo-Visma TJV | Team Jumbo-Visma TJV     | Team Jumbo-Visma TJV |
| -------------------- | ------------------------ | -------------------- |
| Num                  | Ciclista                 | Pos                  |
| 141                  | Wout van Aert (BEL)      | 3.                   |
| 142                  | Floris De Tier (BEL)     | 42.                  |
| 143                  | Neilson Powless (USA)    | DNF                  |
| 144                  | Lennard Hofstede (NED)   | HD                   |
| 145                  | Antwan Tolhoek (NED)     | DNF                  |
| 146                  | Taco van der Hoorn (NED) | 67.                  |
| 147                  | Danny van Poppel (NED)   | DNF                  |

| Katusha-Alpecin TKA | Katusha-Alpecin TKA        | Katusha-Alpecin TKA |
| ------------------- | -------------------------- | ------------------- |
| Num                 | Ciclista                   | Pos                 |
| 151                 | Enrico Battaglin (ITA)     | 47.                 |
| 152                 | Steff Cras (BEL)           | DNF                 |
| 153                 | Ian Boswell (USA)          | DNF                 |
| 154                 | Ruben Guerreiro (POR)      | 22.                 |
| 155                 | Nathan Haas (AUS)          | 79.                 |
| 156                 | Viacheslav Kuznetsov (RUS) | 26.                 |
| 157                 | Dmitry Strakhov (RUS)      | 71.                 |

| Team Sky SKY | Team Sky SKY           | Team Sky SKY |
| ------------ | ---------------------- | ------------ |
| Num          | Ciclista               | Pos          |
| 161          | Geraint Thomas (GBR)   | 12.          |
| 162          | Leonardo Basso (ITA)   | DNF          |
| 163          | Owain Doull (GBR)      | 65.          |
| 164          | Michał Gołaś (POL)     | 54.          |
| 165          | Gianni Moscon (ITA)    | 58.          |
| 166          | Salvatore Puccio (ITA) | 28.          |
| 167          | Diego Rosa (ITA)       | 24.          |

| Vital Concept-B&B Hotels VCB | Vital Concept-B&B Hotels VCB | Vital Concept-B&B Hotels VCB |
| ---------------------------- | ---------------------------- | ---------------------------- |
| Num                          | Ciclista                     | Pos                          |
| 171                          | Yoann Bagot (FRA)            | DNF                          |
| 172                          | Maxime Cam (FRA)             | DNF                          |
| 173                          | Bert De Backer (BEL)         | DNF                          |
| 174                          | Corentin Ermenault (FRA)     | DNF                          |
| 175                          | Steven Lammertink (NED)      | DNF                          |
| 176                          | Justin Mottier (FRA)         | DNF                          |
| 177                          | Jimmy Turgis (FRA)           | 52.                          |

| Team Sunweb SUN | Team Sunweb SUN              | Team Sunweb SUN |
| --------------- | ---------------------------- | --------------- |
| Num             | Ciclista                     | Pos             |
| 181             | Nicolas Roche (IRL)          | HD              |
| 182             | Chris Hamilton (AUS)         | HD              |
| 183             | Marc Hirschi (SUI)           | 73.             |
| 184             | Asbjørn Kragh Andersen (DEN) | DNF             |
| 185             | Jai Hindley (AUS)            | 48.             |
| 186             | Sam Oomen (NED)              | 17.             |
| 187             | Robert Power (AUS)           | 32.             |

| Trek-Segafredo TFS | Trek-Segafredo TFS     | Trek-Segafredo TFS |
| ------------------ | ---------------------- | ------------------ |
| Num                | Ciclista               | Pos                |
| 191                | Bauke Mollema (NED)    | 76.                |
| 192                | Nicola Conci (ITA)     | HD                 |
| 193                | Fabio Felline (ITA)    | DNF                |
| 194                | Matteo Moschetti (ITA) | DNF                |
| 195                | Markel Irizar (ESP)    | HD                 |
| 196                | Fumiyuki Beppu (JPN)   | HD                 |
| 197                | Toms Skujiņš (LAT)     | 9.                 |

| UAE Team Emirates UAD | UAE Team Emirates UAD                | UAE Team Emirates UAD |
| --------------------- | ------------------------------------ | --------------------- |
| Num                   | Ciclista                             | Pos                   |
| 201                   | Fernando Gaviria (COL)               | DNF                   |
| 202                   | Rui Costa (POR)                      | DNF                   |
| 203                   | Roberto Ferrari (ITA)                | DNF                   |
| 204                   | Vegard Stake Laengen (NOR) (estrada) | HD                    |
| 205                   | Simone Petilli (ITA)                 | 44.                   |
| 206                   | Jasper Philipsen (BEL)               | DNF                   |
| 207                   | Tadej Pogačar (SLO)                  | 30.                   |

| Lotto-Soudal LTS | Lotto-Soudal LTS         | Lotto-Soudal LTS |
| ---------------- | ------------------------ | ---------------- |
| Num              | Ciclista                 | Pos              |
| 1                | Tiesj Benoot (BEL)       | 5.               |
| 2                | Carl Fredrik Hagen (NOR) | DNF              |
| 3                | Jens Keukeleire (BEL)    | 50.              |
| 4                | Tomasz Marczyński (POL)  | 70.              |
| 5                | Lawrence Naesen (BEL)    | HD               |
| 6                | Tosh Van der Sande (BEL) | DNF              |
| 7                | Tim Wellens (BEL)        | 10.              |

| AG2R La Mondiale ALM | AG2R La Mondiale ALM   | AG2R La Mondiale ALM |
| -------------------- | ---------------------- | -------------------- |
| Num                  | Ciclista               | Pos                  |
| 11                   | Ben Gastauer (LUX)     | 66.                  |
| 12                   | François Bidard (FRA)  | 59.                  |
| 13                   | Nico Denz (GER)        | 77.                  |
| 14                   | Silvan Dillier (SUI)   | 14.                  |
| 15                   | Alexandre Geniez (FRA) | DNF                  |
| 16                   | Quentin Jauregui (FRA) | 35.                  |
| 17                   | Nans Peters (FRA)      | DNF                  |

| Astana AST | Astana AST                      | Astana AST |
| ---------- | ------------------------------- | ---------- |
| Num        | Ciclista                        | Pos        |
| 21         | Jakob Fuglsang (DEN)            | 2.         |
| 22         | Davide Ballerini (ITA)          | 23.        |
| 23         | Zhandos Bizhigitov (KAZ)        | HD         |
| 24         | Manuele Boaro (ITA)             | DNF        |
| 25         | Dario Cataldo (ITA)             | 51.        |
| 26         | Dmitriy Gruzdev (KAZ)           | HD         |
| 27         | Alexey Lutsenko (KAZ) (estrada) | 7.         |

| Bahrain-Merida TBM | Bahrain-Merida TBM        | Bahrain-Merida TBM |
| ------------------ | ------------------------- | ------------------ |
| Num                | Ciclista                  | Pos                |
| 31                 | Vincenzo Nibali (ITA)     | 31.                |
| 32                 | Grega Bole (SLO)          | HD                 |
| 33                 | Andrea Garosio (ITA)      | 82.                |
| 34                 | Antonio Nibali (ITA)      | DNF                |
| 35                 | Hermann Pernsteiner (AUT) | 40.                |
| 36                 | Luka Pibernik (SLO)       | 39.                |
| 37                 | Jan Tratnik (SLO)         | 37.                |

| Bora-Hansgrohe BOH | Bora-Hansgrohe BOH          | Bora-Hansgrohe BOH |
| ------------------ | --------------------------- | ------------------ |
| Num                | Ciclista                    | Pos                |
| 41                 | Rafał Majka (POL)           | 43.                |
| 42                 | Cesare Benedetti (ITA)      | 55.                |
| 43                 | Maciej Bodnar (POL)         | DNF                |
| 44                 | Oscar Gatto (ITA)           | 74.                |
| 45                 | Gregor Mühlberger (AUT)     | DNF                |
| 46                 | Daniel Oss (ITA)            | DNF                |
| 47                 | Maximilian Schachmann (GER) | 29.                |

| CCC Team CPT | CCC Team CPT                   | CCC Team CPT |
| ------------ | ------------------------------ | ------------ |
| Num          | Ciclista                       | Pos          |
| 51           | Greg Van Avermaet (BEL)        | 6.           |
| 52           | Josef Černý (CZE)              | DNF          |
| 53           | Michael Schär (SUI)            | 34.          |
| 54           | Nathan Van Hooydonck (BEL)     | 33.          |
| 55           | Gijs Van Hoecke (BEL)          | 69.          |
| 56           | Guillaume Van Keirsbulck (BEL) | 63.          |
| 57           | Łukasz Wiśniowski (POL)        | 53.          |

| Deceuninck-Quick Step DQT | Deceuninck-Quick Step DQT     | Deceuninck-Quick Step DQT |
| ------------------------- | ----------------------------- | ------------------------- |
| Num                       | Ciclista                      | Pos                       |
| 61                        | Zdeněk Štybar (CZE)           | 4.                        |
| 62                        | Julian Alaphilippe (FRA)      | 1.                        |
| 63                        | Eros Capecchi (ITA)           | HD                        |
| 64                        | Dries Devenyns (BEL)          | 46.                       |
| 65                        | Yves Lampaert (BEL) (estrada) | 11.                       |
| 66                        | Pieter Serry (BEL)            | 13.                       |
| 67                        | Petr Vakoč (CZE)              | 60.                       |

| EF Education First EF1 | EF Education First EF1 | EF Education First EF1 |
| ---------------------- | ---------------------- | ---------------------- |
| Num                    | Ciclista               | Pos                    |
| 71                     | Alberto Bettiol (ITA)  | 78.                    |
| 72                     | Jonathan Caicedo (ECU) | 61.                    |
| 73                     | Simon Clarke (AUS)     | 8.                     |
| 74                     | Logan Owen (USA)       | HD                     |
| 75                     | Tanel Kangert (EST)    | 72.                    |
| 76                     | Sean Bennett (USA)     | DNF                    |
| 77                     | Lachlan Morton (AUS)   | HD                     |

| Groupama-FDJ GFC | Groupama-FDJ GFC                 | Groupama-FDJ GFC |
| ---------------- | -------------------------------- | ---------------- |
| Num              | Ciclista                         | Pos              |
| 81               | Stefan Küng (SUI)                | 15.              |
| 82               | Bruno Armirail (FRA)             | DNF              |
| 83               | Antoine Duchesne (CAN) (estrada) | 57.              |
| 84               | Tobias Ludvigsson (SWE)          | DNF              |
| 85               | Mathieu Ladagnous (FRA)          | DNF              |
| 86               | Romain Seigle (FRA)              | 27.              |
| 87               | Léo Vincent (FRA)                | DNF              |

| Mitchelton-Scott MTS | Mitchelton-Scott MTS          | Mitchelton-Scott MTS |
| -------------------- | ----------------------------- | -------------------- |
| Num                  | Ciclista                      | Pos                  |
| 91                   | Edoardo Affini (ITA)          | HD                   |
| 92                   | Brent Bookwalter (USA)        | 21.                  |
| 93                   | Luke Durbridge (AUS)          | 18.                  |
| 94                   | Christopher Juul-Jensen (DEN) | 19.                  |
| 95                   | Nick Schultz (AUS)            | 81.                  |
| 96                   | Callum Scotson (AUS)          | DNF                  |
| 97                   | Robert Stannard (AUS)         | 49.                  |

| Movistar Team MOV | Movistar Team MOV             | Movistar Team MOV |
| ----------------- | ----------------------------- | ----------------- |
| Num               | Ciclista                      | Pos               |
| 101               | Carlos Barbero (ESP)          | DNF               |
| 102               | Nelson Oliveira (POR)         | 25.               |
| 103               | Carlos Alberto Betancur (COL) | 83.               |
| 104               | Eduardo Sepúlveda (ARG)       | 56.               |
| 105               | Eduard Prades (ESP)           | 64.               |
| 106               | José Joaquín Rojas (ESP)      | DNF               |
| 107               | Richard Carapaz (ECU)         | 62.               |

| Neri Sottoli-Selle Italia-KTM NSK | Neri Sottoli-Selle Italia-KTM NSK | Neri Sottoli-Selle Italia-KTM NSK |
| --------------------------------- | --------------------------------- | --------------------------------- |
| Num                               | Ciclista                          | Pos                               |
| 111                               | Giovanni Visconti (ITA)           | DNF                               |
| 112                               | Liam Bertazzo (ITA)               | DNF                               |
| 113                               | Luca Raggio (ITA)                 | HD                                |
| 114                               | Luca Pacioni (ITA)                | DNF                               |
| 115                               | Sebastian Schönberger (AUT)       | 38.                               |
| 116                               | Simone Velasco (ITA)              | 41.                               |
| 117                               | Giuseppe Fonzi (ITA)              | DNF                               |

| Nippo-Vini Fantini-Faizanè NIP | Nippo-Vini Fantini-Faizanè NIP | Nippo-Vini Fantini-Faizanè NIP |
| ------------------------------ | ------------------------------ | ------------------------------ |
| Num                            | Ciclista                       | Pos                            |
| 121                            | Moreno Moser (ITA)             | DNF                            |
| 122                            | Nicola Bagioli (ITA)           | DNF                            |
| 123                            | Marco Canola (ITA)             | 16.                            |
| 124                            | Damiano Cima (ITA)             | 80.                            |
| 125                            | Sho Hatsuyama (JPN)            | DNF                            |
| 126                            | Juan José Lobato (ESP)         | DNF                            |
| 127                            | Giovanni Lonardi (ITA)         | HD                             |

| Dimension Data TDD | Dimension Data TDD                | Dimension Data TDD |
| ------------------ | --------------------------------- | ------------------ |
| Num                | Ciclista                          | Pos                |
| 131                | Roman Kreuziger (CZE)             | 20.                |
| 132                | Reinardt Janse van Rensburg (RSA) | 68.                |
| 133                | Benjamin King (USA)               | 36.                |
| 134                | Gino Mäder (SUI)                  | DNF                |
| 135                | Rasmus Tiller (NOR)               | 75.                |
| 136                | Michael Valgren (DEN)             | 45.                |
| 137                | Jacobus Venter (RSA)              | HD                 |

| Team Jumbo-Visma TJV | Team Jumbo-Visma TJV     | Team Jumbo-Visma TJV |
| -------------------- | ------------------------ | -------------------- |
| Num                  | Ciclista                 | Pos                  |
| 141                  | Wout van Aert (BEL)      | 3.                   |
| 142                  | Floris De Tier (BEL)     | 42.                  |
| 143                  | Neilson Powless (USA)    | DNF                  |
| 144                  | Lennard Hofstede (NED)   | HD                   |
| 145                  | Antwan Tolhoek (NED)     | DNF                  |
| 146                  | Taco van der Hoorn (NED) | 67.                  |
| 147                  | Danny van Poppel (NED)   | DNF                  |

| Katusha-Alpecin TKA | Katusha-Alpecin TKA        | Katusha-Alpecin TKA |
| ------------------- | -------------------------- | ------------------- |
| Num                 | Ciclista                   | Pos                 |
| 151                 | Enrico Battaglin (ITA)     | 47.                 |
| 152                 | Steff Cras (BEL)           | DNF                 |
| 153                 | Ian Boswell (USA)          | DNF                 |
| 154                 | Ruben Guerreiro (POR)      | 22.                 |
| 155                 | Nathan Haas (AUS)          | 79.                 |
| 156                 | Viacheslav Kuznetsov (RUS) | 26.                 |
| 157                 | Dmitry Strakhov (RUS)      | 71.                 |

| Team Sky SKY | Team Sky SKY           | Team Sky SKY |
| ------------ | ---------------------- | ------------ |
| Num          | Ciclista               | Pos          |
| 161          | Geraint Thomas (GBR)   | 12.          |
| 162          | Leonardo Basso (ITA)   | DNF          |
| 163          | Owain Doull (GBR)      | 65.          |
| 164          | Michał Gołaś (POL)     | 54.          |
| 165          | Gianni Moscon (ITA)    | 58.          |
| 166          | Salvatore Puccio (ITA) | 28.          |
| 167          | Diego Rosa (ITA)       | 24.          |

| Vital Concept-B&B Hotels VCB | Vital Concept-B&B Hotels VCB | Vital Concept-B&B Hotels VCB |
| ---------------------------- | ---------------------------- | ---------------------------- |
| Num                          | Ciclista                     | Pos                          |
| 171                          | Yoann Bagot (FRA)            | DNF                          |
| 172                          | Maxime Cam (FRA)             | DNF                          |
| 173                          | Bert De Backer (BEL)         | DNF                          |
| 174                          | Corentin Ermenault (FRA)     | DNF                          |
| 175                          | Steven Lammertink (NED)      | DNF                          |
| 176                          | Justin Mottier (FRA)         | DNF                          |
| 177                          | Jimmy Turgis (FRA)           | 52.                          |

| Team Sunweb SUN | Team Sunweb SUN              | Team Sunweb SUN |
| --------------- | ---------------------------- | --------------- |
| Num             | Ciclista                     | Pos             |
| 181             | Nicolas Roche (IRL)          | HD              |
| 182             | Chris Hamilton (AUS)         | HD              |
| 183             | Marc Hirschi (SUI)           | 73.             |
| 184             | Asbjørn Kragh Andersen (DEN) | DNF             |
| 185             | Jai Hindley (AUS)            | 48.             |
| 186             | Sam Oomen (NED)              | 17.             |
| 187             | Robert Power (AUS)           | 32.             |

| Trek-Segafredo TFS | Trek-Segafredo TFS     | Trek-Segafredo TFS |
| ------------------ | ---------------------- | ------------------ |
| Num                | Ciclista               | Pos                |
| 191                | Bauke Mollema (NED)    | 76.                |
| 192                | Nicola Conci (ITA)     | HD                 |
| 193                | Fabio Felline (ITA)    | DNF                |
| 194                | Matteo Moschetti (ITA) | DNF                |
| 195                | Markel Irizar (ESP)    | HD                 |
| 196                | Fumiyuki Beppu (JPN)   | HD                 |
| 197                | Toms Skujiņš (LAT)     | 9.                 |

| UAE Team Emirates UAD | UAE Team Emirates UAD                | UAE Team Emirates UAD |
| --------------------- | ------------------------------------ | --------------------- |
| Num                   | Ciclista                             | Pos                   |
| 201                   | Fernando Gaviria (COL)               | DNF                   |
| 202                   | Rui Costa (POR)                      | DNF                   |
| 203                   | Roberto Ferrari (ITA)                | DNF                   |
| 204                   | Vegard Stake Laengen (NOR) (estrada) | HD                    |
| 205                   | Simone Petilli (ITA)                 | 44.                   |
| 206                   | Jasper Philipsen (BEL)               | DNF                   |
| 207                   | Tadej Pogačar (SLO)                  | 30.                   |

Convenções:
- AB-N: Abandono na corrida
- FLT-N: Retiro por chegada fora do limite de tempo na corrida
- NTS-N: Não tomou a saída para a corrida
- DES-N: Desclassificado ou expulsado na corrida

## UCI World Ranking
A Strade Bianche outorgou pontos para o UCI World Ranking para corredores das equipas nas categorias UCI WorldTeam, Profissional Continental e Equipas Continentais. As seguintes tabelas são o barómetro de pontuação e os 10 corredores que obtiveram mais pontos:
| Posição   | 1.º | 2.º | 3.º | 4.º | 5.º | 6.º | 7.º | 8.º | 9.º | 10.º | 11.º | 12.º | 13.º | 14.º | 15.º-20.º | 21.º-30.º | 31.º-50.º | 51.º-55.º | 56.º-60.º |
| Pontuação | 300 | 250 | 215 | 175 | 120 | 115 | 95  | 75  | 60  | 50   | 40   | 35   | 30   | 25   | 20        | 12        | 5         | 2         | 1         |

| Classificação |                    |                       |        |
| Ciclista      | Ciclista           | Equipa                | Pontos |
| ------------- | ------------------ | --------------------- | ------ |
| 1.º           | Julian Alaphilippe | Deceuninck-Quick Step | 300    |
| 2.º           | Jakob Fuglsang     | Astana                | 250    |
| 3.º           | Wout van Aert      | Jumbo-Visma           | 215    |
| 4.º           | Zdeněk Štybar      | Deceuninck-Quick Step | 175    |
| 5.º           | Tiesj Benoot       | Lotto Soudal          | 120    |
| 6.º           | Greg Van Avermaet  | CCC                   | 115    |
| 7.º           | Alexey Lutsenko    | Astana                | 95     |
| 8.º           | Simon Clarke       | EF Education First    | 75     |
| 9.º           | Toms Skujiņš       | Trek-Segafredo        | 60     |
| 10.º          | Tim Wellens        | Lotto Soudal          | 50     |